# Varanus rainerguentheri
Il varano di Guenther (Varanus rainerguentheri Ziegler et al., 2007) è una specie della famiglia dei Varanidi. Appartiene al gruppo indicus del sottogenere Euprepiosaurus.

## Descrizione
V. rainerguentheri ha il dorso nero con squame sparse azzurre disposte a formare macchie e ocelli. La punta del muso è di un azzurro brillante, la mandibola è bianca e sulla gola è presente una macchia turchese a forma di V. Le zampe sono ricoperte da macchie turchese. La coda, prensile, è provvista di 22-23 bande azzurre simmetriche. Può raggiungere i 100 cm di lunghezza totale.

## Distribuzione e habitat
Finora si conoscono solamente due esemplari di V. rainerguentheri, entrambi provenienti dalla località di Jailolo, sull'isola indonesiana di Halmahera, nelle Molucche: uno conservato in un museo e l'altro vivente in una collezione privata.

## Biologia
Le sue abitudini sono quasi sconosciute, ma potrebbero essere simili a quelle di altre specie di varano presenti nella regione.